# Wakhan-Daria
Pour les articles homonymes, voir Daria.
Le Wakhan-Daria (appelé aussi Wakhandaria, Wakhan ou Wak) est la rivière-source gauche du Piandj et donc du puissant Amou-Daria en Asie centrale. Son cours se situe entièrement en Afghanistan et forme l'axe central du corridor du Wakhan.

## Géographie

### La haute vallée
La rivière Wakhan naît vers 3 900 m d'altitude, au sud de Baza'i Gonbad (district de Wakhan, dans la province de Badakhchan), à l'extrême nord-est de l'Afghanistan. Elle s'écoule du lac glaciaire Chaqmaqtin situé à plus de 4000 m d'altitude, et est grossie par de la confluence de deux torrents : le Bozai (ou Bazai) et le Wakhjir.
- Le Bozai draîne la partie occidentale du large couloir glaciaire Nord-Est - Sud-Ouest, au fond quasiment plat, qui sépare l'Hindou Kouch du Pamir. Il y reçoit plusieurs torrents, essentiellement rive droite, descendus du Pamir. Dans la même haute vallée naît en sens opposé, l'Aksu, torrent-source de la rivière Murghab, cours supérieur du Bartang, également affluent de l'Amou-Daria par le Piandj.
- Le Wakhjir rejoint le Bozai rive gauche. Il descend, lui, de l'Hindou Kouch où il prend sa source près du col Wakhjir, frontière pédestre (4 923 m) entre l'Afghanistan et la Chine. C'est le plus long et le plus puissant des deux torrents et donc la source principale de l'Amou-Daria.

Après une vingtaine de kilomètres en direction sud-ouest, la vallée du Wakhan-Daria perd son profil en U, et s'oriente vers l'ouest. Sa pente devient plus forte et elle se rétrécit jusqu'à former des gorges. Elle ne s'élargit à nouveau que 40 km plus bas, où se trouve le premier village, Sarhad-e Broghil (vers 3 300 m).

### En aval de Sarhad
À l'ouest de Sarhad, la vallée se rétrécit une nouvelle fois et ne laisse que de rares terrasses cultivables. Elle ne s'élargit finalement qu'au bout de 80 km, à hauteur du village de Langar (2 800 m, à cheval sur la frontière afghano-tadjike) ou le Wakhan-Daria s'unit à la rivière Pamir pour former le Piandj.

## Voie de passage
Si la vallée du Wakhan-Daria a pu être - en été - un des itinéraires de la route de la soie et peut-être celui qu'emprunta Marco Polo, il s'agit de nos jours d'une des régions les plus inaccessibles de la planète : du fait du relief et du climat, auxquels s'ajoutent les conflits qui déchirent la région depuis plusieurs décennies, le réseau routier est quasi inexistant :
- par l'ouest, la route venant de Koundouz en Afghanistan ou de Douchanbé au Tadjikistan passe à Langar mais emprunte ensuite la vallée du Pamir. Seule une piste caillouteuse remonte le long du Wakhan-Daria, elle ne va pas au-delà de Sarhad.
- par l'est, via le Tadjikistan, une route vient de Murghab (ou de la Chine par le col de Kulma). Elle se termine par une piste dans le couloir Aksu-Wakhan mais permet au mieux d'atteindre Baza'i Gonbad.
- la portion centrale ressort du trekking[1].

Le tourisme de montagne est pourtant un des axes de développement envisagés pour l'après-guerre.